# Noisy-le-Roi
Noisy-le-Roi é uma comuna francesa na região administrativa da Île-de-France, no departamento de Yvelines. A comuna possui 7 617 habitantes segundo o censo de 2014.